# Artère hyaloïdienne
L'artère hyaloïde ou hyaloïdienne est une branche terminale axiale de l’artère centrale de la rétine qui, chez le fœtus, parcourt le canal hyaloïdien, vascularisant le corps vitré primaire et la tunique vasculaire entourant le cristallin primaire; elle n'est généralement pas présente après la naissance.

## Embryogenèse
C'est une artère qui se forme (avec le veine hyaloïde) dans le mésenchyme situé dans les fentes linéaires qui apparaissent au cours de l'organogenèse de l'oeil, sur la face inférieure des cupules optiques et le long des pédoncules optiques (connues sous le nom de fentes choroïdiennes ou colobomiques).
L'artère hyaloïde prend son origine des vaisseaux céphaliques ; elle irrigue le feuillet interne et le mésenchyme de la cupule optique ; elle donne aussi des branches qui vont atteindre le pôle postérieur de la vésicule cristallinienne, mais au fur et à mesure que les bords de la fente colobomique se rencontrent et se soudent, les vaisseaux hyaloïdes (artère et veine) sont enfermés dans le nerf optique.
Normalement la partie proximale de des vaisseaux hyaloïdes persiste sous la forme de l'artère et la veine centrales de la rétine ; par contre la partie distale de ces vaisseaux hyaloïdes dégénère et disparaît totalement vers le 5e mois de grossesse (pour certains auteurs vers le 7e mois de grossesse).
Échographiquement, l'artère hyaloïde apparaît vers la 18e semaine d'aménorrhée et disparaît normalement vers la 32e semaine d'aménorrhée.
Dans certains cas, la partie distale de l'artère hyaloïde ne dégénère pas, elle persiste sous forme :
- soit d'un vaisseau se déplaçant librement dans le corps vitré ;
- soit sous forme d'un cordon s'avançant depuis la papille dans le corps vitré ;
- parfois le reliquat de cette artère prend une forme kystique ;
- plus rarement, toute la partie distale de l'artère hyaloïde persiste (sous forme d'un vaisseau sanguin fonctionnel ou d'un cordon non vascularisé) et s'étend à travers le corps vitré, depuis la papille jusqu'au cristallin.

Il a été décrit des cas de persistance de l'artère hyaloïde fonctionnelle chez l'adulte sous forme d'une artère issue de la papille, entourée d'un manchon de vitré primitif au niveau de son extrémité antérieure, s'insérant sur la rétine nasale pré-équatoriale.